# Österleden, Stockholm
För andra betydelser, se Österleden.

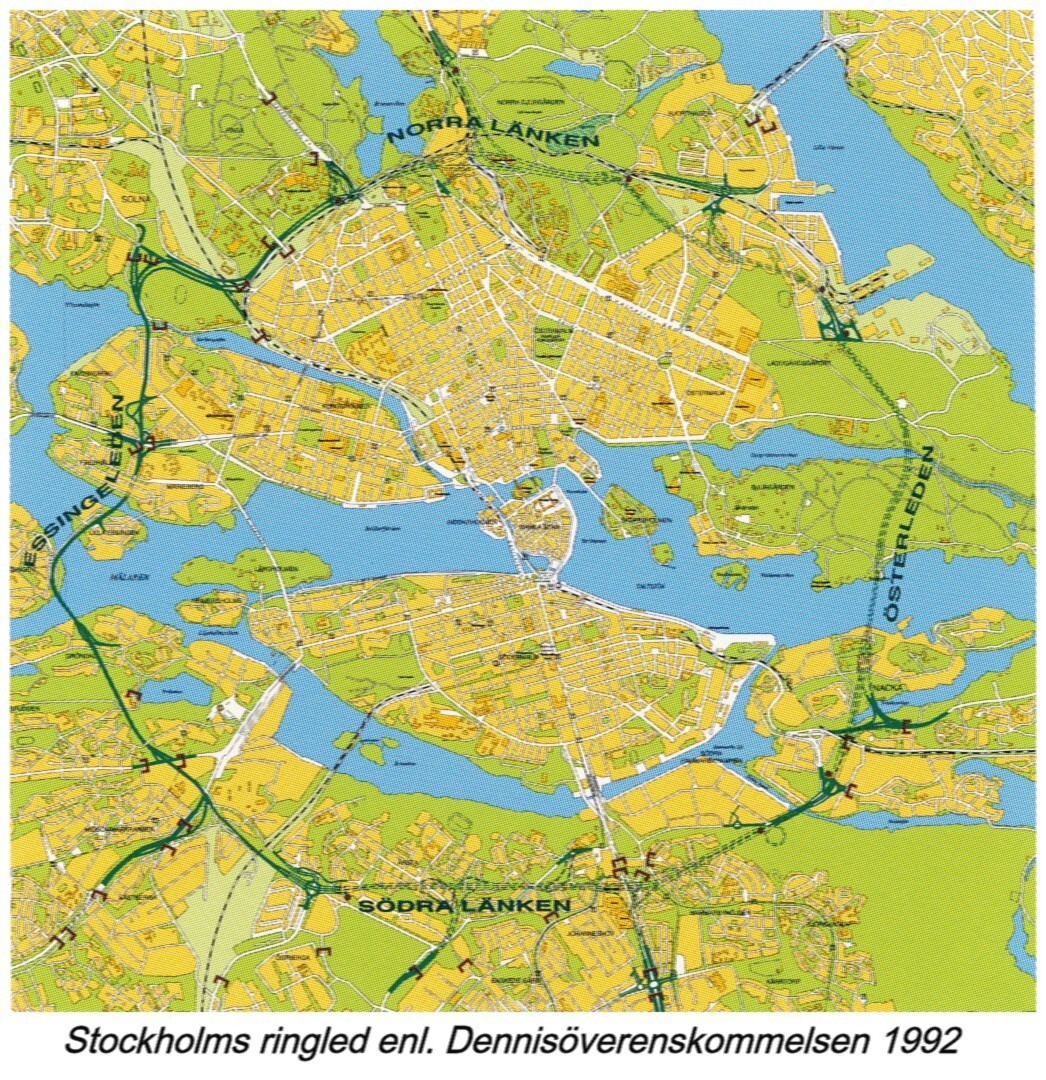
Ringleden med Österleden enligt Dennispaketet 1992

Österleden, numera Östlig förbindelse, var en tänkt nord-sydlig sträckning av en ringled i Stockholm öster om Gamla stan, över eller under Saltsjön, som planerats med olika sträckningar och lösningar sedan 1800-talet.
Vägverkets Region Stockholm publicerade 2006 en förstudie för en östlig förbindelse, med en sträckning från Värmdöleden i Nacka till Frihamnen i Stockholm, mestadels i tunnel, som tillsammans med Essingeleden skulle binda samman Norra länken och Södra länken till en komplett motorvägsring runt Stockholm. Trafikverket hade ett uppdrag att utreda möjligheten att bygga en väg som knyter ihop Norra och Södra länken på östra sidan av Stockholm. 2018 avvecklades Östlig förbindelse, då den inte längre ingår i den nationella planen.

## Historik

### Tidiga planer

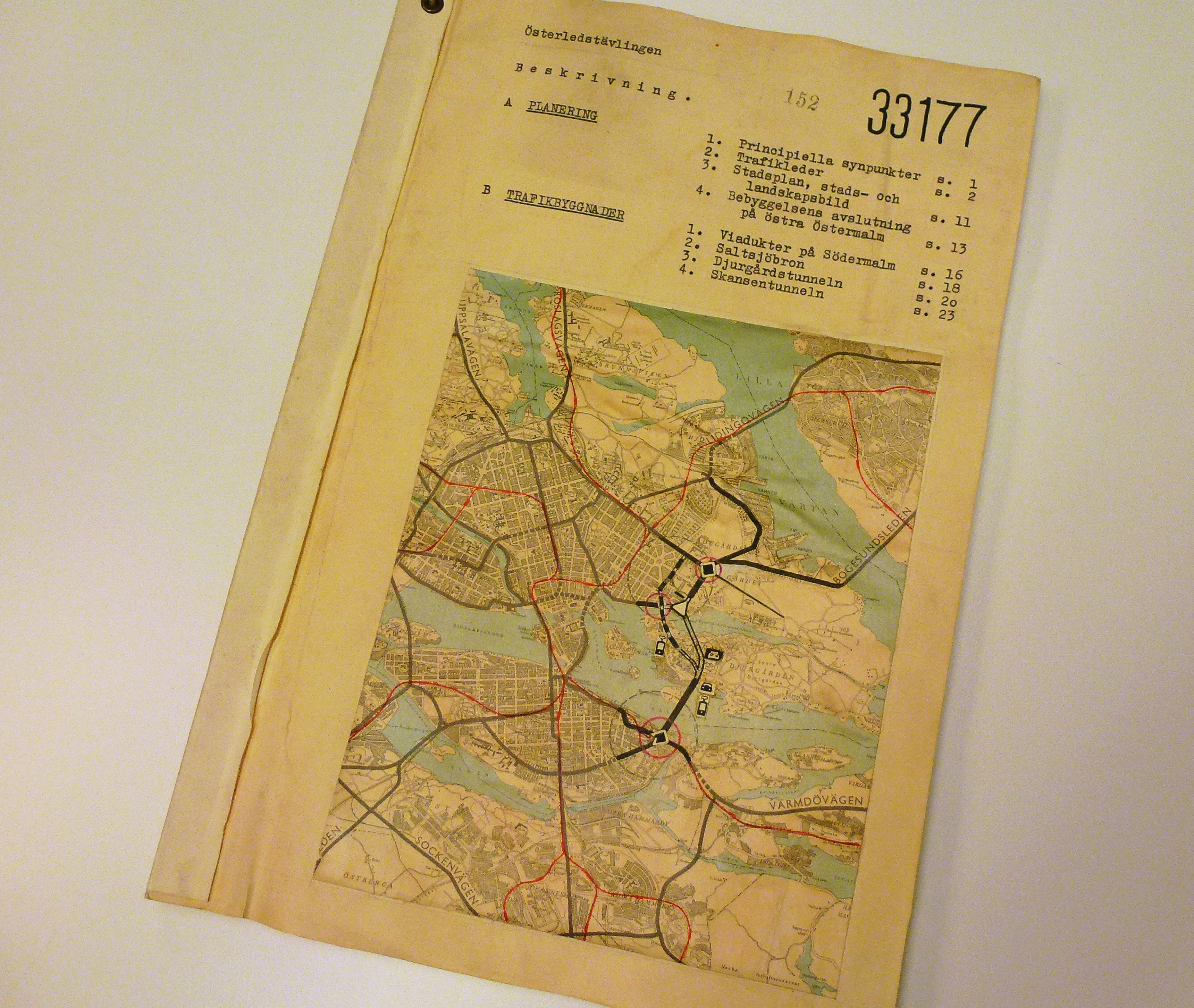
"Österledstävlingen", 1948.

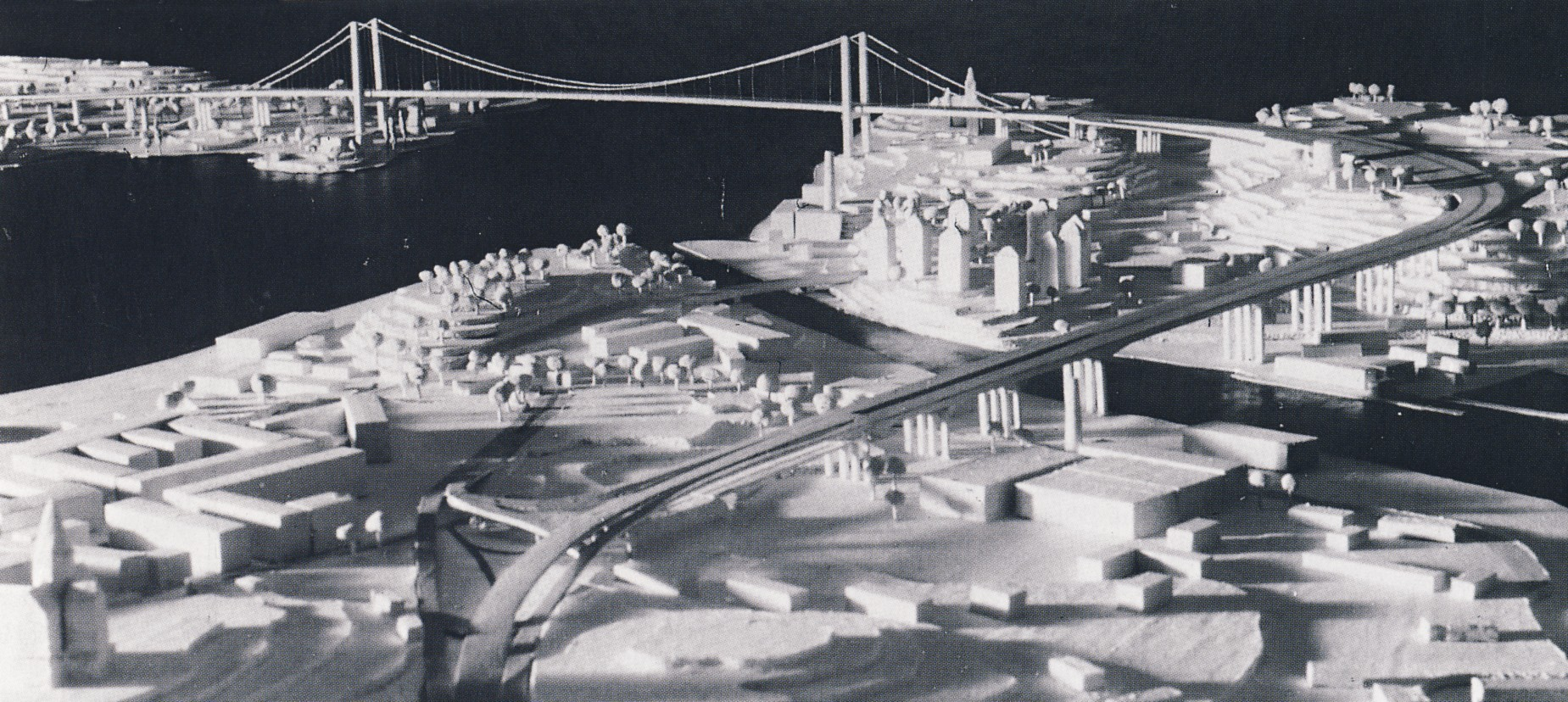
Tävlingsförslag från 1948 för en Österbro av ingenjörsbyrån Fritsch & Co, Heidelberg

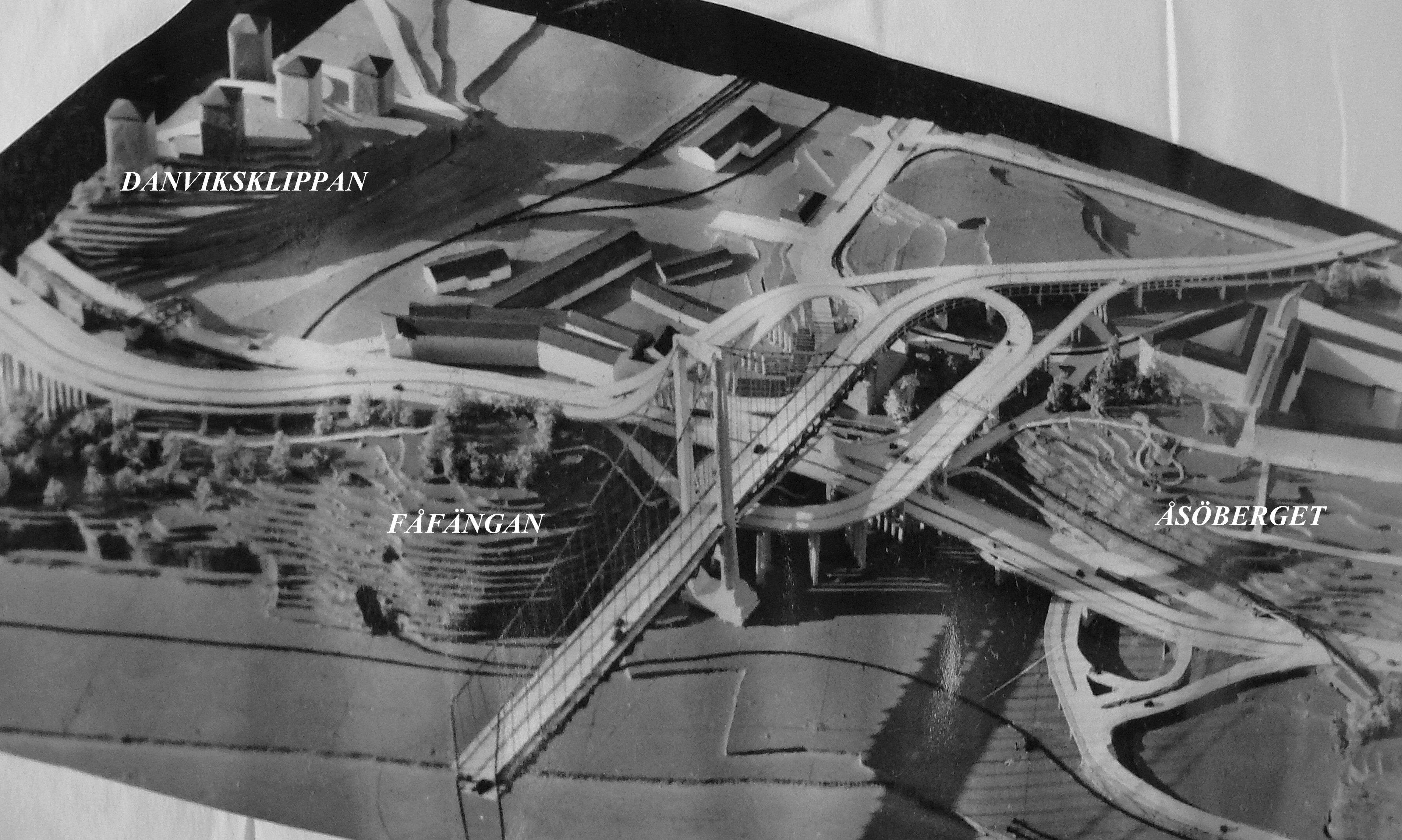
"Österledstävlingen", trafikplats mellan Fåfängan (t.v.) och Åsöberget.

Under 1800-talets slut diskuterades en ringförbindelse från Valhallavägen - Djurgården - över Saltsjön ner till Danvik och vidare via Ringvägen genom Södermalm. På 1920-talet återuppväcktes idén om en Österbro (den hade redan diskuterats i början av 1900-talet), nu skulle den sträcka sig via en förlängd Ringvägen från Danvikstull till Beckholmen och fortsatt i en tunnel under Skansen en bro över Djurgårdsbrunnsviken och en ny tunnel till området vid Värtahamnen.
Under 1930-talet återkom planerna i samband med att Västerbron byggdes, som skulle kompletteras med en Österbro över Saltsjön. Ett problem var dock att sjöfarten till Stockholms hamn som då i huvudsak fortfarande gick in till Skeppsbron fortfarande var så pass omfattande att en fast förbindelse öster om Gamla Stan helt enkelt inte var möjlig.

### Österledstävlingen
År 1948 utlystes en internationell tävling för en östlig vägförbindelse, "Österledstävlingen". Förbindelsen skulle sammankoppla Ringvägen i söder med Valhallavägen i norr och bestå av en tunnel alternativ högbro över respektive under Stockholms inlopp (se Österbron). Mellan Fåfängan och Åsöberget planerades en omfattande trafikplats som skulle sammanknyta Österleden med Ringvägen, Stadsgårdsleden och Värmdövägen. På Gärdet planerades ytterligare en trafikplats med nya trafikleder mot Lidingöbron och en ny Bogesundsleden mot Lidingö och Bogesundslandet. De tävlande kunde även komma in med förslag på en ren underjordisk lösning för hela sträckan, en sträckning ovan jord eller en kombination av båda.
Eftersom Österleden skulle komma att korsa Stockholms inlopp med trafik av höga turistfartyg och krigsfartyg ställdes som villkor att en bro måste ha en segelfri höjd av 42 meter på en sträcka av 150 meter inom farleden. För en tunnel föreskrevs ett minimidjup över tunnelkonstruktionens överkant med 13 meter på en sträcka av 150 meter i huvudfarleden.
Vid tävlingstidens utgång den 1 april 1949 hade 196 förslag från 33 länder inkommit, med broar, tunnlar och kombinerade lösningar. De flesta var mycket skickligt utarbetade. Bland deltagarna fanns ingenjörsbyrån Fritsch & Co, Heidelberg som hade tänkt sig en 41 meter hög hängbro som förde tanken till Golden Gate-bron i San Francisco. Deras förslaget var ett av sex som inköptes av Stockholms stad. Ett annat förslag visade en bågbro med en 220 meter hög båge med en fri spännvidd av 550 meter och en segelfri höjd av 55 meter. Till förstapristagare utsågs 1950 David Helldén och Per Olow Klevemark, medan andra pris gick till tyska Hochtief i Essen och tredje priset till Gösta Åbergh med kollegerna J. Dahlstedt och B. Lindeberg. Även Vattenbyggnadsbyrån deltog i "Österledstävlingen" och belade plats fyra.
Tävlingsbidragen granskades av stadsplanekontoret, gatukontoret och hamnstyrelsen. De bästa förslagen valdes ut och kostnadsberäknades. Det visade sig då att en lösning med högbro (inklusive anslutningar) skulle kosta cirka 150 miljoner kronor och en tunnel 250 miljoner kronor. De höga kostnaderna bidrog bland annat till att inget av förslagen genomfördes.

### Norrmalmsregleringen
På 1960-talet kom leden åter på tal i samband med Norrmalmsregleringen. Tanken var från början att bygga en hängbro mellan Valhallavägen och Ringvägen via Djurgården. Senare ändrades planen att gå öster om innerstaden, längs med dagens planerade sträckning.

### Dennispaketet
I samband med projekteringen av Dennispaketet i början av 1990-talet planerades Österleden i en tunnel från Lidingövägen till Värmdöleden vid Svindersviken under Värtan med en sänktunnel under Saltsjön mellan Waldemarsudde och Finnboda. Planeringen lades ner 1997 i samband med att Dennisöverenskommelsen sprack.

## Förstudie 2006
Vägverket utförde 2005-2006 en ny förstudie för en östlig förbindelse då det har varit en kraftig befolkningstillväxt i Hjorthagen, Nacka och Hammarby sjöstad. Nybyggnadsprojektet Norra Djurgårdsstaden och föreslagen utbyggnad av bostäder och kontor vid Loudden och Stockholms frihamn skulle ytterligare öka behovet för utbyggd infrastruktur i dessa områden.
Leden antas i studien kunna avlasta Stockholms hårt belastade innerstadstrafik och öka möjligheterna att ta sig mellan de södra och norra delarna av Stockholm. Trafikverket har i förstudien tagit fram ett antal förslag, av vilka tre studerats närmare. Samtliga innehåller tre knutpunkter vilka utgår från en nordlig knutpunkt vid Värtahamnen där den skulle sammanbinda leden med Norra länken. Samtliga angivna kostnadsuppskattningar avser 2006 års penningvärde.
- Förslag C: En tunnel från Värtan under Östermalm, med anslutningsmöjlighet vid Nybrokajen, och vidare under vattnen öster om Gamla stan mot Södermalm under Stadsgårdskajen för att bindas samman med trafiken vid Danvikstull. Beräknad kostnad: 12-15 miljarder kronor.[8]

- Förslag D (vilket utgår från Dennispaketets ursprungliga förslag): En led, täckt eller delvis täckt, från Värtan mot en trafikknutpunkt vid Ladugårdsgärdet in i en tunnel under Nationalstadsparken vid Gärdet och Djurgården och under Saltsjön fram till Södra länken vid  Värmdöleden strax öster om Hammarby sjö. Beräknad kostnad: 9-12 miljarder kronor.[8]

- Förslag F: Från Värtan österut mot Lidingö med en knutpunkt vid Lidingö centrum och vidare under Lidingön i en tunnel under Lilla Värtan öster om Fjäderholmarna mot Nacka centrum vid Värmdöleden och Saltsjöbadsleden början. Beräknad kostnad: 10-15 miljarder kronor.[8]

Förstudiearbetet resulterade i en förslagshandling, daterad 2006-04-24. Där ingår en samrådsredogörelse och två trafikanalysrapporter. Länsstyrelsen och berörda kommuner har inkommit med kompletterande synpunkter på förstudien. Länsstyrelsen konstaterade även att projektet kan komma att innebära betydande miljöpåverkan.

## Sverigeförhandlingen 2015
År 2013 genomfördes en åtgärdsvalsstudie för att se över den bristande tillgängligheten i Stockholmsregionens östra del (Stockholm, Nacka, Värmdö och Lidingö). Östlig förbindelse var en av åtgärdsvalsstudiens förslag på åtgärder. I nationell plan för transportsystemet 2014-2025 avsatte den borgerliga regeringen därefter 2 miljarder för fullständigt genomförande av utredningar inklusive projektering för en östlig förbindelse. Trafikverket ansvarade för utredningen och hade i uppdrag att visa på en ny alternativ sträckning  som går helt i berg och inte gör intrång i Nationalstadsparken. De preliminära resultaten från provborrning och geofysiska undersökningar i Saltsjön visade att en sådan tunnel är möjlig.
I Sverigeförhandlingens uppdrag ingick att analysera och pröva möjliga finansieringslösningar för en östlig förbindelse i Stockholm och man hade regeringens uppdrag att förhandla med berörda kommuner om medfinansiering. I förhandlingen ingick även en spårväg i en separat men parallell tunnel under Saltsjön. En eventuell spårväg skulle koppla samman Tvärbanan, Spårväg City och Lidingöbanan till ett sammanhängande system. Slutsatsen i den slutrapport Sverigeförhandlingen gav ut i september 2017 är att det inte finns någon möjlig finansieringslösning för projektet.